# Espaço de Disse

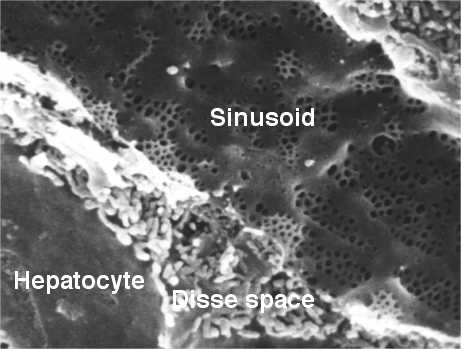

Espaço de Disse é o espaço que existe entre os capilares sinusóides (onde estão presentes as células de kupffer) e os hepatócitos, principal componente celular do fígado. Neste espaço encontram-se as células estreladas hepáticas (HSCs).